# ديك إليوت
ديك إليوت (بالإنجليزية: Dick Elliott)‏ مواليد 30 أبريل 1886 في بوسطن، الولايات المتحدة - الوفاة 22 ديسمبر 1961 في لوس أنجلوس، هو ممثل أمريكي بدأ مسيرته الفنية سنة 1933. امتدت مسيرته الفنية لأكثر من 28 عاما.

## الأعمال
- السيد سميث يذهب إلى واشنطن
- مغامرات مارك توين
- إنها حياة رائعة

## روابط خارجية
- ديك إليوت على موقع IMDb (الإنجليزية)
- ديك إليوت على موقع قاعدة بيانات الفيلم (الإنجليزية)